# 咪唑喹啉酸
咪唑喹啉酸是一种含氮有机化合物，化学式C
17H
17N
3O
3，属于咪唑酮类除草剂。